# Міхай-Вітязу (комуна, Констанца)
Міхай-Вітязу (рум. Mihai Viteazu) — комуна у повіті Констанца в Румунії. До складу комуни входять такі села (дані про населення за 2002 рік):
- Міхай-Вітязу (1932 особи) — адміністративний центр комуни
- Сіноє (1405 осіб)

Комуна розташована на відстані 205 км на схід від Бухареста, 53 км на північ від Констанци, 99 км на південний схід від Галаца.

## Населення
За даними перепису населення 2002 року у комуні проживали 3337 осіб.
Національний склад населення комуни:
| Національність | Кількість осіб | Відсоток |
| -------------- | -------------- | -------- |
| румуни         | 3286           | 98,5%    |
| цигани         | 45             | 1,3%     |
| чанго          | 3              | 0,1%     |
| угорці         | 1              | < 0,1%   |
| турки          | 1              | < 0,1%   |
| болгари        | 1              | < 0,1%   |

Рідною мовою назвали:
| Мова      | Кількість осіб | Відсоток |
| --------- | -------------- | -------- |
| румунська | 3317           | 99,4%    |
| циганська | 18             | 0,5%     |
| угорська  | 2              | 0,1%     |

Склад населення комуни за віросповіданням:
| Релігія        | Кількість осіб | Відсоток |
| -------------- | -------------- | -------- |
| православні    | 3256           | 97,6%    |
| бретрени       | 40             | 1,2%     |
| адвентисти     | 23             | 0,7%     |
| римо-католики  | 9              | 0,3%     |
| греко-католики | 4              | 0,1%     |
| баптисти       | 4              | 0,1%     |
| лютерани       | 1              | < 0,1%   |

## Зовнішні посилання
- Дані про комуну Міхай-Вітязу на сайті Ghidul Primăriilor [Архівовано 20 жовтня 2010 у Wayback Machine.]